# Kim Ch’ŏl-nam
Kim Ch'ŏl-nam (ur. 21 września 1970) – północnokoreański lekkoatleta, który specjalizował się w rzucie oszczepem. 
Rekord życiowy: 63,82 (21 maja 1994, Pjongjang) – rezultat ten jest aktualnym rekordem Korei Północnej.